# 150 État 001 à 010
Les 150 État 001 à 010 sont des locomotives de la Administration des chemins de fer de l'État, affectées à la traction des trains de marchandises.

## Histoire
Pour assurer la traction des trains lourds de minerais en Normandie, l'Administration des chemins de fer de l'État fait construire une série de 10 locomotives de type 150 Décapod, identiques à celles de la compagnie des chemins de fer de l'Est. 
Les machines sont immatriculées à leur reception 150-001 à 150-010. 
En 1938, lors de la création de la SNCF, elles deviennent les 3-150 A 1 à 10.
En 1944, 2 locomotives sont détruites par fait de guerre. Il s'agit des 150 A 4 et 150 A 6.
En 1949, dans le cadre du regroupement des séries, les locomotives restantes, au nombre de 8, sont intégrées au parc des machines de la Région Est de la SNCF à la suite des 150 E 1 à 195 et deviennent les 150 E 196 à 203.

## La construction
N°: 150-001 à 150-010, livrées en 1930 par Fives-Lille.

## Caractéristiques
Longueur de la machine : 12,9 m
Longueur du tender:  8,6 m
Poids de la locomotive: 97,2 t
Poids du tender: 57 t
Capacité en eau du tender:22,4 m2
Capacité en charbon du tender:8 t
Timbre: 14 kg
Surface de grille : 3,27 m2
Surface de chauffe: 203,36 m2
Surface de surchauffe: 94,53 m2
Surface totale:297,89 m2
Diamètre des roues (motrices): 1 400 mm
Diamètre des roues (porteuses): 900 mm
Dimensions des cylindres, alésage x course: 560 x 660 mm
Vitesse maximum: 65 km/h